# Comuna Udovîcenkî, Zinkiv
Udovîcenkî (în ucraineană Удовиченки) este o comună în raionul Zinkiv, regiunea Poltava, Ucraina, formată din satele Koseakî, Levcenkî, Mateași, Rudenkî-Honceari, Udovîcenkî (reședința) și Zaiți.

## Demografie
Componența lingvistică a comunei Udovîcenkî
     Ucraineană (97,14%)
     Română (1,55%)
     Alte limbi (1,19%)
Conform recensământului din 2001, majoritatea populației comunei Udovîcenkî era vorbitoare de ucraineană (97,14%), existând în minoritate și vorbitori de română (1,55%).